# 升華集團
升華集團控股有限公司，簡稱升華集團控股，以及升華集團（英語：Shenghua Group Holdings Company Limited），於1984年由當時德清县政府設立前身為「德清县第二生物化学厂」，其後在1989年，由現任董事長夏士林接管。
現時業務在國內經營生物化工、房地產、貿易、金融等行業，包括旗下上市公司浙江升華拜克生物股份有限公司。
總部位於浙江省德清县钟管镇工业区。

## 連結
- shenghuagroup.com（页面存档备份，存于）